# Ревель, Жан-Франсуа
Жан-Франсуа Ревель (фр. Jean-François Revel, настоящее имя Жан-Франсуа Рикар; 19 января 1924, Марсель — 30 апреля 2006, Ле-Кремлен-Бисетр) — французский философ, писатель, журналист.

## Биография
Жан-Франсуа Ревель родился в 1924 году в Марселе. После окончания подготовительных классов в лицее в Лионе, в 1943 году поступил в Высшую нормальную школу (L'école Normal Superior) — одно из лучших гуманитарных высших учебных заведений Франции.
Во время Второй мировой войны Жан-Франсуа Ревель участвовал в движении Сопротивления в Лионе под командованием Углы Августы, а затем в Париже, как и Пьер Граппин («Маршал»). Преподавал в Алжире (когда он был департаментом Франции), за рубежом (в Мексике и Италии), и вновь во Франции в Лилле до 1963 года. В 1945 году женился на французской художнице Яне Тумелин (Yahne Toumelin) от брака имел детей: Матье Рикара (буддийский монах, писатель, переводчик Далай-ламы во Франции), и Еву Рикар, писательницу.
Ревель имел ученую степень по философии и наряду с преподаванием занимался писательской и журналистской деятельностью. В 1957 году вышла его первая книга «Почему философы?». В 1960 году была издана книга Ревеля «О Прусте», посвящённая философским аспектам творчества всемирно известного писателя. С 1961 по 1967 много работал для журнала L’Oeil. В 1967 году он во второй раз женился на журналистке Клод Саррот, дочери писателя Натали Саррот. Один из основных трудов Ревеля — фундаментальная многотомная История философии.
Сотрудничал с «Le Nouvel Observateur», с 1966 года начал печататься в еженедельном журнале «Экспресс» (L’Express) в качестве ведущего обозревателя. Событием в истории борьбы идей во Франции явилась работа Ревеля «Открытое письмо правым», посвящённая майским событиям 1968 года. В конце 1970-х годов Ревель стал директором журнала «Экспресс». В мае 1981 года в знак солидарности с Оливье Тоддом, подал в отставку, порвав с владельцем газеты Джимми Голдсмитом. Жан-Франсуа Ревель также работал обозревателем на радиостанции: Европа (1989—1992), RTL (1995—1998 годы). Являлся спичрайтером Франсуа Миттерана и обозревателем газеты социалистической партии. Но порвал с ней, опубликовав свой первый политический блокбастер — книгу «Ни Маркс, ни Иисус», переведённую на более чем 20 языков.
Помимо политической философии и публицистики, занимался историей искусств, литературоведением.
Был избран 19 июня 1997 года во Французскую академию. В том же году он опубликовал свои мемуары под названием «Вор в пустом доме, монах и философ», написанные в форме диалога с сыном Матьё Рикаром, которые были изданы во Франции тиражом в 350 000 экземпляров. Книга была также переведена на 21 язык.
Жан-Франсуа Ревель умер 30 апреля 2006 года и был похоронен 5 мая на кладбище Монпарнас (10-й участок).

## Книги, переведённые на русский язык
- Ревель Жан-Франсуа. Ни Маркc и ни Христос : От Второй американской революции — ко Второй всемирной / Пер. с франц. В. Златкин. — Paris: Laffont, 1975. — 244 с.
- Ревель Жан-Франсуа. О Прусте : Размышляя о цикле «В поисках утраченного времени» / Пер. с франц. Г. Р. Зингер. — М.: ЗНАК—СП, 1995. — 192 с. — 5000 экз. — ISBN 5-88445-002-8.
- Ревель Жан-Франсуа. Кухня и культура : литературная история гастрономических вкусов от античности до наших дней. Екатеринбург. Издательство: У-Фактория, 2004 г.